# Probopyrinella heardi
Probopyrinella heardi là một loài chân đều trong họ Bopyridae. Loài này được Adkison miêu tả khoa học năm 1984.